# Business as Usual
Business as Usual är ett musikalbum av den australiska musikgruppen Men at Work. Det var gruppens debutalbum och utgavs först 1981 i Australien och Europa, samt 1982 i USA. Skivan är en av de mest framgångsrika någonsin av en australiensisk grupp. I USA toppade albumet exempelvis Billboard 200-listan i 15 veckor. Albumet inleds med gruppens första hitsingel "Who Can It Be Now?" och innehåller också deras mest välkända låt "Down Under" som blev albumets andra singel. Även "Be Good Johnny" gavs ut som singel, men blev bara en mindre hit.

## Låtlista
(upphovsman inom parentes)
1. "Who Can It Be Now?" (Colin Hay) - 3:21
2. "I Can See It in Your Eyes" (Hay) - 3:29
3. "Down Under" (Hay, Ron Strykert) - 3:42
4. "Underground" (Hay) - 3:03
5. "Helpless Automaton" (Greg Ham) - 3:21
6. "People Just Love to Play with Words" (Strykert) - 3:29
7. "Be Good Johnny" (Hay, Ham) - 3:35
8. "Touching the Untouchables" (Hay, Strykert) - 3:39
9. "Catch a Star" (Hay) - 3:28
10. "Down by the Sea" (Hay, Strykert, Ham, Jerry Speiser) - 6:53

## Listplaceringar
| Lista (1981-1983) | Position              |
| ----------------- | --------------------- |
| Australien        | 1 (Kent Music Report) |
| Finland           | 11                    |
| Frankrike         | 16                    |
| Japan             | 3 (Oricon)            |
| Kanada            | 1 (RPM)               |
| Nederländerna     | 2                     |
| Norge             | 1 (VG-lista)          |
| Nya Zeeland       | 1                     |
| Storbritannien    | 1 (UK Albums Chart)   |
| Sverige           | 15 (Topplistan)       |
| USA               | 1 (Billboard 200)     |
| Västtyskland      | 15                    |